# Amaturá

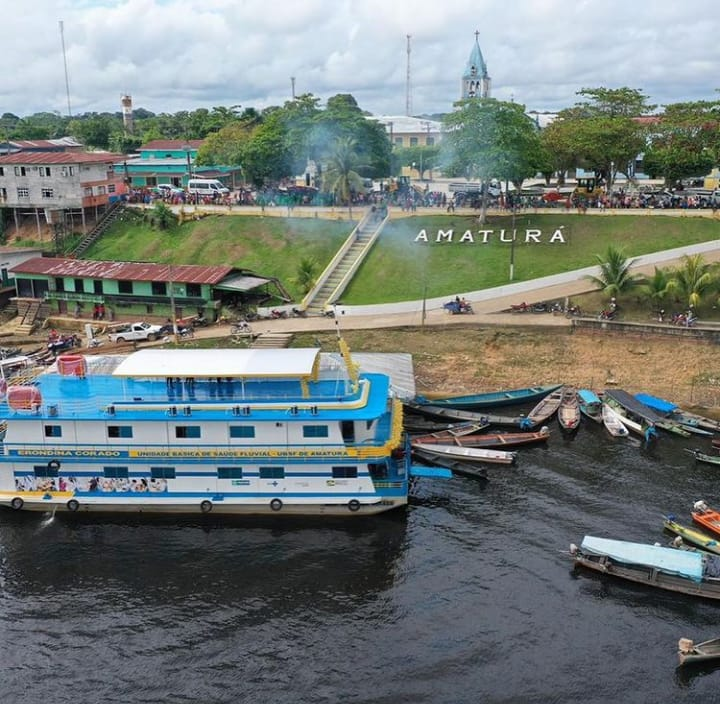

Amaturá est une municipalité brésilienne de l'État d'Amazonas.